# ستانلي باكستر
ستانلي باكستر (بالإنجليزية: Stanley Baxter)‏ (و. 1926 – م) هو ممثل، وممثل هزلي، ومؤلِّف، وكاتِب، من المملكة المتحدة، ولد في غلاسكو.

## جوائز
حصل على جوائز منها:
- British Comedy Awards [الإنجليزية]‏.

## وصلات خارجية
- ستانلي باكستر على موقع IMDb (الإنجليزية)
- ستانلي باكستر على موقع قاعدة بيانات الأفلام السويدية (السويدية)
- ستانلي باكستر على موقع قاعدة بيانات الفيلم (الإنجليزية)